# Filiz Şaybak
Filiz Şaybak (Mezri, 1982 – Maxmur, 12 settembre 2014) è stata una militare e attivista curda.

## Infanzia e adolescenza
Nata a Mezri, un villaggio nel distretto di Van, Filiz è la più piccola di undici fratelli/sorelle. Durante la prima infanzia, a causa dello scarso raccolto, la famiglia decide di dividersi: la madre, Idris, Tekin e Filiz si recano a Turgut Reis, nel sud ovest della Turchia, dove ci sono più possibilità di guadagnare denaro per poter dare istruzione almeno a due dei fratelli di Filiz. Successivamente anche lei andrà a scuola. Quando Filiz sta per cominciare il secondo anno di scuola, il padre e i figli rimasti a Mezri si riuniscono alla famiglia a Turgut Reis, dato che la vita a Mezri era diventata insostenibile a causa dell'imperversare dei guerriglieri e dei controlli militari che limitavano l'accesso al bosco dove far pascolare il gregge. 
Tekin, uno dei fratelli di Filiz col quale ha un rapporto molto stretto, nel liceo della città conosce il movimento dei giovani e delle giovani curde e si unisce alle loro attività. Anche Filiz, a partire dai quindici anni, partecipa alle riunioni del movimento in cui sono discussi gli articoli di 'Popolo libero', la rivista del partito dei lavoratori del Kurdistan (PKK); le prime manifestazioni a cui Filiz partecipa sono quelle indette nel 1999 per la liberazione di  Ocalan. Sia lei che il fratello sono spesso arrestati dalle autorità turche. Il fratello dopo aver subito torture, viene sottoposto a un processo in seguito al quale viene condannato a dodici anni per terrorismo. Grazie ad un'amnistia Tekin viene rilasciato dopo due anni, ma nonostante ciò, la polizia lo perseguita. Deciderà quindi di raggiungere i guerriglieri curdi in montagna e il suo nome di battaglia sarà Harun Van. 
Harun verrà uccisa in un'imboscata dell'esercito turco.

## Ingresso nella guerriglia
La morte del fratello segna la vita di Filiz, che decide di continuare la sua lotta, entrando a combattere nel Hpg (il braccio armato del PKK. Il suo nome di battaglia sarà Avesta Harun: Avesta dal nome dei testi sacri del zoroastrismo e Harun in onore del nome di battaglia assunto dal fratello Tekin. 
- Avesta partecipa alla sua prima azione militare il 7 ottobre 2007 sui monti Garbar, uno dei punti di passaggio dei combattenti del Pkk verso la Turchia.

- Nel gennaio del 2008 guida il contrattacco all'Operazione Sole assaltando il posto di frontiera di Aktutun.

- Nel 2012, nella provincia di Hakkari, vicino a Semzinan, il suo gruppo svolge azioni di sabotaggio.

- Nel 2014, guida operazioni militari per liberare Mexmur, un campo curdo che i turchi avevano conquistato mandando via i circa trentamila civili. L'operazione riesce senza vittime. Successivamente devono riconquistare anche il paese vicino di Makhmour, formato da cinque villaggi.

## La morte di Filiz Şaybak
Dopo la liberazione dei cinque villaggi, il suo gruppo si impegna a liberare anche il villaggio vicino di Fatimiye. 
Il 12 settembre 2014, durante l'ultima azione militare per liberare la città, Avesta viene colpita a un fianco e a un omero. I suoi compagni la caricano sul pick-up, per trasportarla d'urgenza all'ospedale di Erbil, capitale del Kurdistan, ma il pick-up salta sopra una mina e Avesta muore.

## Vita romanzata
Lo scrittore Marco Rovelli si è recato per alcuni mesi nel Kurdistan per raccogliere testimonianze sulla vita di Filiz Şaybak e ne ha tratto un libro dal titolo La guerriera dagli occhi verdi